# 巴尼欧
巴尼欧（法語：Bagneaux，法語發音：[baɲo]）是法国勃艮第-弗朗什-孔泰大区约讷省的一个市镇，属于桑斯区。

## 地理
巴尼欧（48°13'59"N, 3°35'41"E）面积16.24 平方千米，位于法国勃艮第-弗朗什-孔泰大區约讷省，该省份为法国中北部内陆省份，西接卢瓦雷省，西北接塞纳-马恩省，南至涅夫勒省，东临科多尔省，东北与奥布省接壤。
与巴尼欧接壤的市镇（或旧市镇、城区）包括：普朗蒂、维莱讷、库尔热奈、弗拉西、阿舍韦克新城。
巴尼欧的时区为UTC+01:00、UTC+02:00（夏令时）。

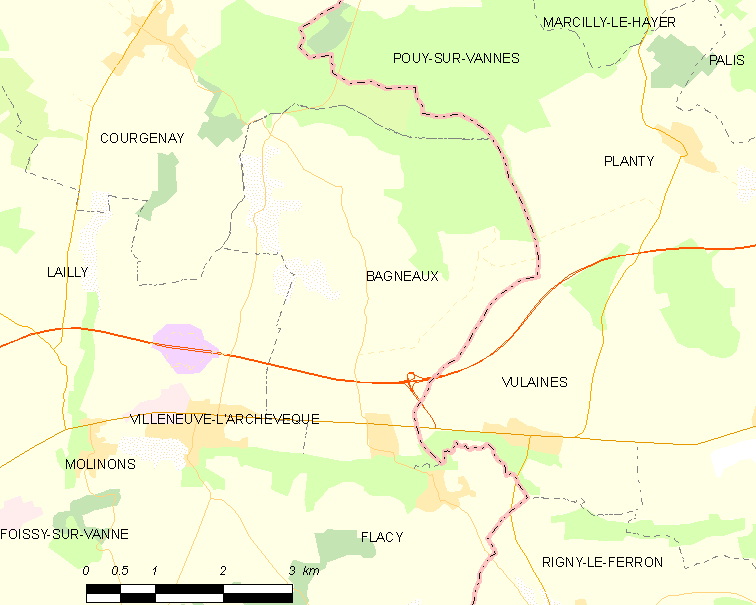
巴尼欧的OSM定位图

## 行政
巴尼欧的邮政编码为89190，INSEE市镇编码为89027。

## 政治
巴尼欧所属的省级选区为阿尔芒松河畔布列农县。

## 人口

1962-2008年间巴尼欧人口变化图示

巴尼欧于2022年1月1日时的人口数量为201人。